# Scherer und Trier
Die Scherer & Trier GmbH & Co KG ist ein im Jahr 1967 gegründetes Unternehmen für Kunststoffverarbeitung in Michelau in Oberfranken.
Der Hauptsitz der Scherer & Trier GmbH & Co KG liegt in Michelau in Oberfranken. Die Unternehmensgruppe Trier besitzt eine Niederlassung in den USA und in Mexiko.
Die Kunststoff-Technik Scherer & Trier GmbH & Co KG ist ein Internationaler Automobilzulieferer und Komplettanbieter für thermoplastische Kunststoffteile im Automobilbau und anderen Bereichen der Industrie. 
Das Unternehmen wurde 1967 von Andreas Scherer, Georg Scherer und Lothar Trier gegründet. Die extrudierten Profile des Unternehmens sind ursprünglich für die heimische Korb- und Kleinmöbelindustrie vorgesehen. 1972 kamen Aufträge aus der Automobilindustrie hinzu, die heute den Großteil des Geschäftes des Unternehmens bestimmen.
1993 ging das Unternehmen in den alleinigen Besitz der Familie Trier über. Die Firmierung unter „Kunststoff-Technik Scherer & Trier“ blieb bestehen. Das Unternehmen wird von Hartmut Trier und Martin Trier (geschäftsführende Gesellschafter), Peter Faulhaber und Wolfgang Feibig geführt.
Im Jahr 2007 wurde das Unternehmen mit dem Oberfränkischen Innovationspreis ausgezeichnet.
Am 10. März 2014 stellte die Firma einen Insolvenzantrag. Im Februar 2015 wurde das insolvente Unternehmen von der indischen Samvardhana Motherson Group (SMG) übernommen und unter dem Namen Samvardhana Motherson Innovative Autosystems (SMIA) weitergeführt.